# باشگاه فوتبال کیپ تاون
باشگاه فوتبال کیپ‌تاون (به انگلیسی: FC Cape Town) یک باشگاه فوتبال آفریقای جنوبی بود که در حومه پارو، کیپ‌تاون، مستقر بود.
این باشگاه در سال ۲۰۰۶ با خرید امتیاز واسکو دا گاما تأسیس شد. این باشگاه در سال ۲۰۱۷ با فروش امتیاز به باشگاه فوتبال اوبونتو کیپ‌تاون منحل شد.

## تاریخچه
| فصل     | دسته                            | رتبه | بازی‌ها | برد | تساوی | شکست | گ.ز. | گ.خ. | امتیاز |
| ------- | ------------------------------- | ---- | ------ | --- | ----- | ---- | ---- | ---- | ------ |
| ۰۸–۲۰۰۷ | لیگ دسته اول ملی (زنجیره ساحلی) | ۴    | ۲۱     | ۶   | ۸     | ۷    | ۲۴   | ۲۴   | ۲۶     |
| ۰۹–۲۰۰۸ | لیگ دسته اول ملی (زنجیره ساحلی) | ۲    | ۲۱     | ۱۱  | ۶     | ۴    | ۳۲   | ۲۰   | ۳۹     |
| ۱۰–۲۰۰۹ | لیگ دسته اول ملی (زنجیره ساحلی) | ۶    | ۲۱     | ۶   | ۷     | ۸    | ۲۱   | ۲۶   | ۲۵     |
| ۱۱–۲۰۱۰ | لیگ دسته اول ملی (زنجیره ساحلی) | ۵    | ۲۱     | ۴   | ۱۱    | ۶    | ۲۳   | ۲۰   | ۲۳     |
| ۱۲–۲۰۱۱ | لیگ دسته اول ملی                | ۸    | ۳۰     | ۱۰  | ۹     | ۱۱   | ۳۸   | ۳۶   | ۳۹     |
| ۱۳–۲۰۱۲ | لیگ دسته اول ملی                | ۱۲   | ۳۰     | ۹   | ۸     | ۱۰   | ۳۱   | ۳۲   | ۳۵     |
| ۱۴–۲۰۱۳ | لیگ دسته اول ملی                | ۱۲   | ۳۰     | ۸   | ۱۱    | ۱۱   | ۳۵   | ۴۱   | ۳۵     |
| ۱۵–۲۰۱۴ | لیگ دسته اول ملی                | ۸    | ۳۰     | ۱۰  | ۱۲    | ۸    | ۳۵   | ۳۳   | ۴۲     |
| ۱۶–۲۰۱۵ | لیگ دسته اول ملی                | ۱۰   | ۳۰     | ۹   | ۶     | ۱۵   | ۳۳   | ۵۰   | ۳۳     |
| ۱۷–۲۰۱۶ | لیگ دسته اول ملی                | ۱۳   | ۳۰     | ۸   | ۱۰    | ۱۲   | ۳۵   | ۴۹   | ۳۴     |

## پس از فروش
پس از فروش مجوز باشگاه به اوبونتو کیپ تاون، مدیریت باشگاه به فعالیت خود در یک شرکت مشاوره و خدمات حقوقی جهانی به نام FC Cape Town Consulting ادامه داد.
این شرکت با مشتریان فوتبال در سراسر جهان همکاری می‌کند و در زمینه‌های زیر مطابق با مقررات فیفا فعال است: تامین کیت آمبرو (انحصار در آفریقا)، جبران خسارت آموزش و توسعه، مکانیسم‌های پرداخت مشترک، خدمات حقوقی برای بدهی‌های معوق، خدمات حقوقی برای اختلافات قراردادی، خدمات حقوقی برای اختلافات نقل و انتقالات، خدمات حقوقی برای اختلافات باشگاه/مربی/بازیکن، ارزیابی ریسک بازیکن، خدمات انطباق، خدمات واسطه‌گری، مقررات و اساسنامه‌های داخلی، جذب اسپانسر، بازاریابی ورزشی، نمایندگی در فیفا و فدراسیون فوتبال آفریقا و همچنین مبارزه با دوپینگ.